# 德国新联邦州
新联邦州（德語：die neuen Bundesländer），简称新州份（neue Länder），是指在1990年10月3日两德统一时從原東德加入联邦德国的5个州。和德國舊聯邦州相對。
这些州在1952年被东德政府废除，直至1990年7月23日重新建立，分别包括：勃兰登堡、梅克伦堡-前波美拉尼亚、萨克森、萨克森-安哈尔特以及图林根。
尽管部分柏林居民来自原东德，但柏林在东、西柏林合并后一般不被认为是新联邦州之一。
1990年10月3日，统一后的德国共包括16个州；然而两德之间的内部统一仍在进行之中。

## 组成
| 州徽                   | 州旗                  | 州名                  | 建立 | 首府     | 参议院票数 | 面积 （km2） | 人口 （2019） | 人口密度 每 km2 | 人类发展指数 （2018） | ISO 3166-2:DE | 人均国内生产总值 （欧元，2018） |
| ---------------------- | --------------------- | --------------------- | ---- | -------- | ---------- | ------------ | ------------- | --------------- | --------------------- | ------------- | ------------------------------- |
| Brandenburg            | 勃兰登堡              | 勃兰登堡              | 1990 | 波茨坦   | 4          | 29,479       | 2,521,893     | 85              | 0.914                 | BB            | 29,541                          |
| Mecklenburg-Vorpommern | 梅克伦堡-前波美拉尼亚 | 梅克伦堡-前波美拉尼亚 | 1990 | 什未林   | 3          | 23,180       | 1,609,675     | 69              | 0.910                 | MV            | 28,940                          |
| Saxony                 | 萨克森                | 萨克森                | 1990 | 德累斯顿 | 4          | 18,416       | 4,077,937     | 221             | 0.930                 | SN            | 31,453                          |
| Saxony-Anhalt          | 萨克森-安哈尔特       | 萨克森-安哈尔特       | 1990 | 马格德堡 | 4          | 20,446       | 2,208,321     | 108             | 0.908                 | ST            | 28,800                          |
| Thuringia              | 图林根                | 图林根                | 1990 | 埃尔福特 | 4          | 16,172       | 2,143,145     | 133             | 0.921                 | TH            | 29,883                          |

## 经济

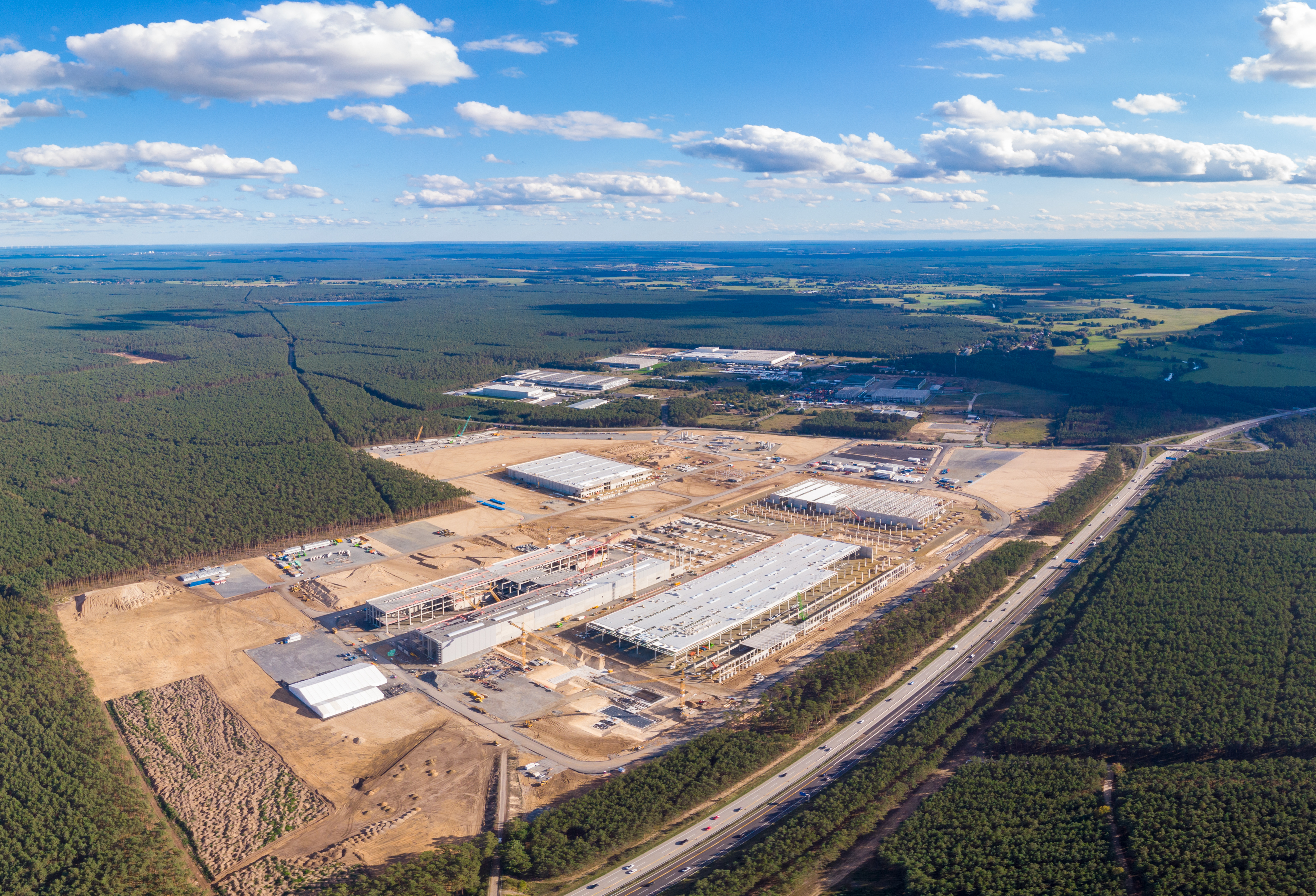
勃兰登堡州格林海德在建的特斯拉欧洲超级工厂

新州份的经济重建进程比预想要长。2005年，新州份的生活水平和人均收入和旧州份有显著差距。
两德统一之时，东德的全部工业都被认定是老旧过时的，德国联邦政府耗费了2万亿欧元用以整改并私有化前东德的8,500家国有企业。自1990年至2007年，每年平均有1,000亿至1,400亿欧元转移到新州份。2006年至2008年，新州份耗费了600多亿欧元用以发展商业和建设基础设施。
2005年，德国正式通过团结协议2号，计划投资1,560亿欧元用以发展新州份的经济。赫尔穆特·科尔政府向所得税增收5.5%的“团结税”，用以投资建设新州份的基础设施、分摊两德统一事宜成本及海湾战争、欧盟融合事宜的成本开销。
两德统一以来，新州份的失业率长期是旧联邦州份的两倍，在2010年4月达到12.7%。不过到2020年，部分新州份的失业率已经低于一些旧州份。
1999年至2009年十年来，新州份的人均经济活动份额从旧州份的67%上升到71%。

## 人口
柏林墙倒塌后，前东德州份长期面临人口外流的局面，170万（占新州份的人口12%）离开了新州份，其中有很高比重的35岁以下女性。1993年至2008年，有50万30岁以下的新州份女子迁往旧州份。部分乡郊地区的20岁至30岁女性比例下降了30%多。然而，这一情况在2008年以后有所改变，到2017年，由前西德迁入前东德地区的人数首次超出东至西移民的数目。
1990年后，新州份的生育率降到0.77，在1989年至2008年间，新州份境内有2,000家学校因为学生不足而关闭。但到2016年，新州份的生育率已回升到1.64，略高于旧州份平均水平1.60，2019年，新旧州份的平均生育率均为1.56。
新州份的外来移民较旧州份少，除柏林以外的东部州份人口中，90-95%的人口没有任何移民背景。

## 文化

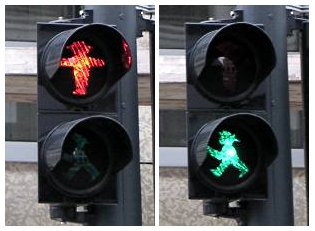
交通信号灯小人，东德文化象征之一

两德文化和两德民众心理之间存在巨大区别，这种差异在德语中以“脑袋里的墙”（Mauer im Kopf）来形容。针对东德人（Ossi）的刻板印象主要包括贫穷，有种族主义倾向，受俄罗斯文化影响深重；西德人（Wessi）的刻板印象则包括势利、虚伪、自私。
一份2009年针对新州份民众的调查显示，22%的民众（其中40%为25岁以下者）自视为“联邦共和国的真公民”；62%的民众认为自己不是东德公民，但也未完全融入统一后的德国；11%的民众希望重建前东德。一份2004年的调查则显示，有25%的西德人和12%的人东德人宁愿两德保持分裂。
两德统一后，许多东德品牌消失，但随后为了满足东德人的怀旧情结，有一些品牌又重新复活，例如占德国起泡酒市场40%份额的Rotkäppchen，以及曾赞助前东德运动队和苏联国家足球队的运动品牌Zeha。
新州份的非婚生子现象较旧州份更常见，2009年新州份有61%的子女为非婚生，旧州份则有27%。

## 宗教
东德民众普遍无宗教信仰。
| 州份             | 新教  | 天主教 | 无宗教 | 伊斯兰教 | 其他 |
| ---------------- | ----- | ------ | ------ | -------- | ---- |
|                  | 24.9% | 3.5%   | 69.9%  | 0.0%     | 1.5% |
| 柏林（前东柏林） | 14.3% | 7.5%   | 74.3%  | 1.5%     | 2.4% |
|                  | 24.9% | 3.9%   | 70.0%  | 0.3%     | 0.9% |
|                  | 27.6% | 4.0%   | 66.9%  | 0.3%     | 1.1% |
|                  | 18.8% | 5.1%   | 74.7%  | 0.3%     | 1.2% |
|                  | 27.8% | 9.5%   | 61.2%  | 0.0%     | 1.5% |
| 总计             | 24.3% | 5.2%   | 68.8%  | 0.3%     | 1.4% |

## 政治
有别于欧美其他国家不同，在2013年德国选择党(AfD) 成立之前，德国一直实行三党制（基民盟、德国社会民主党、德国左翼党），从而形成四党制。 自 2009年以来，东德每个地区议会中至少有四个派系代表，萨克森州有六个。例如，在 1998/1999 年，只有一个地区议会包含三个以上的派系。在联邦议院选举中，基民盟、社民党、自民党和绿党在新州获得的选票几乎总是少于在旧州，而左翼党（以及自2024年以来的分裂团体莎拉·瓦根克内希特联盟—理性和公正）和德国选择党在新州获得的选票和支持率高于旧州。劳动和社会公正—选举替代组建联盟合作以来，左翼党在州选举中频频失利，自 2010年以来成员不断流失。2024年，以莎拉·瓦根克内希特为首的一个派系从左翼党分裂出去，成立了一个新的政党——莎拉·瓦根克内希特联盟—理性和公正（BSW），该党更倾向于民粹主义、民族主义和文化保守主义。在选票输给德国选择党后，左翼党计划在德国东部建立一个地区团体。 
在2021年联邦选举中，德国选择党成为萨克森州和图林根州最大的政党，并在德国东部表现强劲。.
在2024年德国欧洲议会选举中，德国选择党成为所有五个前东德州的最大政党。 
在2024年图林根州选举中，德国选择党成为自纳粹党以来第一个在州选举中赢得多数席位的德国极右翼政党，这也是该党有史以来最好的表现，也是该党首次在德国州选举中名列第一。 
在2025年的联邦选举中，德国选择党成为所有五个前东德州的最大政党。